# Onzième district congressionnel de Californie
Le 11e district congressionnel de Californie est un district de l'État américain de Californie et est représenté par Nancy Pelosi. 
Avant le redécoupage, le 11e district comprenait la majeure partie du Comté de Contra Costa. Mark DeSaulnier, un Démocrate, a représenté le district de janvier 2015 à janvier 2023. Les villes et census-designated places du district comprenaient Alamo, Bay Point, Blackhawk, Clayton, Concord, Diablo, El Cerrito, El Sobrante, Kensington, Lafayette, Moraga, Orinda, Pinole, Pittsburg, Pleasant Hill, San Pablo, Richmond et Walnut Creek ; la majeure partie de Danville; et des parties d'Antioch et de Martinez.
À la suite du redécoupage en 2023 par la California Citizens Redistricting Commission, le 11e district se trouve entièrement à San Francisco et comprend la majeure partie de la ville à l'exception du district Excelsior, de Visitacion Valley, de Portola et d'Ocean View, à la limite sud de la ville. L'ancienne Speaker de la Chambre Nancy Pelosi représente le nouveau 11e district.

## Géographie
| #  | Comté         | Siège         | Population |
| -- | ------------- | ------------- | ---------- |
| 75 | San Francisco | San Francisco | 808 988    |

En raison du redécoupage de 2020, le 11e district de Californie a effectivement été déplacé vers l'ancienne géographie du 12e district. Le district englobe presque entièrement la ville de San Francisco, à l'exception des quartiers de Crocker Amazon, Excelsior, Little Hollywood, Mission Terrace, Oceanview, Outer Mission, Portola et Visitacion Valley.

### Villes
- San Francisco - 808 988

## Historique de votes
| Année | Poste      | Résultats                         |
| ----- | ---------- | --------------------------------- |
| 1992  | Président  | Clinton 40,6 % - 38,5 %           |
| 1992  | Sénateur   | Feinstein 48,7 % - 47,6 %         |
| 1992  | Sénateur   | Herschensohn (en) 47,3 % - 42,3 % |
| 1998  | Gouverneur | Davis 52,0 % - 45,7 %             |
| 1998  | Sénateur   | Fong (en) 49,1 % - 47,1 %         |
| 2000  | Président  | Bush 49,7 % - 46,6 %              |
| 2000  | Sénateur   | Feinstein 51,8 % - 42,2 %         |
| 2002  | Gouverneur | Simon (en) 50,5 % - 40,9 %        |
| 2003  | Recall,    | Oui 60,8 % - 39,2 %               |
| 2003  | Recall,    | Schwarzenegger 51,5 % - 24,1 %    |
| 2004  | Président  | Bush 53,9 % - 45,3 %              |
| 2004  | Sénateur   | Boxer 50,2 % - 46,6 %             |
| 2006  | Gouverneur | Schwarzenegger 65,3 % - 31,1 %    |
| 2006  | Sénateur   | Feinstein 55,4 % - 40,3 %         |
| 2008  | Président  | Barack Obama 53,8 % - 44,5 %      |
| 2010  | Gouverneur | Whitman 48,9 % - 46,7 %           |
| 2010  | Sénateur   | Fiorina 50,7 % - 43,8 %           |
| 2012  | Président  | Obama 67,6 % - 30,0 %             |
| 2012  | Sénateur   | Feinstein 71,5 % - 28,5 %         |
| 2014  | Gouverneur | Brown 70,4 % - 29,6 %             |
| 2016  | Président  | Clinton 71,5 % - 22,7 %           |
| 2016  | Sénateur   | Harris 70,6 % - 29,4 %            |
| 2018  | Gouverneur | Newsom 705 % - 29,5 %             |
| 2018  | Sénateur   | Feinstein 59,6 % - 40,4 %         |
| 2020  | Président  | Biden 74,3 % - 23,6 %             |
| 2021  | Recall     | Non 53,3 % - 46,7 %               |
| 2022  | Gouverneur | Newsom 86,1 % - 13,9 %            |
| 2022  | Sénateur   | Padilla 86,5 % - 13,5 %           |

## Liste des Représentants du district
| Membre                       | Parti       | Année                             | Congrès     | Histoire électorale | Zone géographique |
| ---------------------------- | ----------- | --------------------------------- | ----------- | --- | --- |
| District créé le 4 mars 1913 |             |                                   |             | | |
| / William Kettner (en)       | Démocrate   | 4 mars 1913 - 3 mars 1921         | 63e - 66e   | Élu en 1912. Réélu en 1914. Réélu en 1916. Réélu en 1918. Retrait.                                                         | Imperial, Inyo, Mono, Orange, Riverside, San Bernardino, San Diego                                                       |
| Phil Swing (en)              | Républicain | 4 mars 1921 - 3 mars 1933         | 67e - 72e   | Élu en 1920. Réélu en 1922. Réélu en 1924. Réélu en 1926. Réélu en 1928. Réélu en 1930. Retrait.                           | Imperial, Inyo, Mono, Orange, Riverside, San Bernardino, San Diego                                                       |
| William E. Evans (en)        | Républicain | 4 mars 1933 - 3 janvier 1935      | 73e         | Redécoupage depuis le 9e district et réélu en 1932. perd sa réélection.                                                    | Los Angeles |
| John S. McGroarty (en)       | Démocrate   | 3 janvier 1935 - 3 janvier 1939   | 74e , 75e   | Élu en 1934. Réélu en 1936. Retrait pour de présenter comme Secrétaire d'État de Californie.                               | Los Angeles |
| John Carl Hinshaw (en)       | Républicain | 3 janvier 1939 - 3 janvier 1943   | 76e - 77e   | Élu en 1938. Réélu en 1940. Redécoupage vers le 20e district.                                                              | Los Angeles |
| George E. Outland (en)       | Démocrate   | 3 janvier 1943 - 3 janvier 1947   | 78e , 79e   | Élu en 1942. Réélu en 1944. perd sa réélection.                                                                            | Monterey, San Luis Obispo, Santa Barbara, Ventura                                                                        |
| Ernest K. Bramblett (en)     | Républicain | 3 janvier 1947 - 3 janvier 1953   | 80e - 82e   | Élu en 1946. Réélu en 1948. Réélu en 1950. Redécoupage vers le 13e district.                                               | Monterey, San Luis Obispo, Santa Barbara, Ventura                                                                        |
| J. Leroy Johnson (en)        | Républicain | 3 janvier 1953- 3 janvier 1957    | 83e , 84e   | Redécoupage depuis le 3e district et réélu en 1952. Réélu en 1954. perd sa réélection.                                     | San Joaquin, Stanislaus                                                                                                  |
| John J. McFall (en)          | Démocrate   | 3 janvier 1957 - 3 janvier 1963   | 85e - 87e   | Élu en 1956. Réélu en 1958. Réélu en 1960. Redécoupage vers le 15e district.                                               | San Joaquin, Stanislaus                                                                                                  |
| J. Arthur Younger (en)       | Républicain | 3 janvier 1963 - 20 juin 1967     | 88e - 90e   | Redécoupage depuis le 9e district et réélu en 1962. Réélu en 1964. Réélu en 1966. Décès.                                   | San Mateo |
| Vacant                       | Vacant      | 20 juin 1967 - 12 décembre 1967   | 90e         | | San Mateo |
| Pete McCloskey (en)          | Républicain | 12 décembre 1967 - 3 janvier 1973 | 90e - 92e   | Élu pour terminer le mandat de Younger. Réélu en 1968. Réélu en 1970. Redécoupage vers le 17e district.                    | San Mateo |
| Leo Ryan                     | Démocrate   | 3 janvier 1973 - 18 novembre 1978 | 93e - 95e   | Élu en 1972. Réélu en 1974. Réélu en 1976. Réélu en 1978 mais assassiné.                                                   | 1973–1983 San Mateo (partie Nord)                                                                                        |
| Vacant                       | Vacant      | 18 novembre 1978 - 3 avril 1979   | 95e , 96e   | | 1973–1983 San Mateo (partie Nord)                                                                                        |
| William Royer (en)           | Républicain | 3 avril 1979 - 3 janvier 1981     | 96e         | Élu pour terminer le mandat de Ryan. perd sa réélection.                                                                   | 1973–1983 San Mateo (partie Nord)                                                                                        |
| Tom Lantos                   | Démocrate   | 3 janvier 1981 - 3 janvier 1993   | 97e - 102e  | Élu en 1980. Réélu en 1982. Réélu en 1984. Réélu en 1986. Réélu en 1988. Réélu en 1990. Redécoupage vers le 12e district.  | 1973–1983 San Mateo (partie Nord)                                                                                        |
| Tom Lantos                   | Démocrate   | 3 janvier 1981 - 3 janvier 1993   | 97e - 102e  | Élu en 1980. Réélu en 1982. Réélu en 1984. Réélu en 1986. Réélu en 1988. Réélu en 1990. Redécoupage vers le 12e district.  | 1983–1993 Majorité de San Mateo                                                                                          |
| Richard Pombo (en)           | Républicain | 3 janvier 1993 - 3 janvier 2007   | 103e - 109e | Élu en 1992. Réélu en 1994. Réélu en 1996. Réélu en 1998. Réélu en 2000. Réélu en 2002. Réélu en 2004. perd sa réélection. | 1993–2003 Most of Sacramento et San Joaquin                                                                              |
| Richard Pombo (en)           | Républicain | 3 janvier 1993 - 3 janvier 2007   | 103e - 109e | Élu en 1992. Réélu en 1994. Réélu en 1996. Réélu en 1998. Réélu en 2000. Réélu en 2002. Réélu en 2004. perd sa réélection. | 2003–2013 Alameda (partie Est), Contra Costa (partie Sud et Nord-Est), Majorité de San Joaquin, Santa Clara (partie Sud) |
| Jerry McNerney               | Démocrate   | 3 janvier 2007 - 3 janvier 2013   | 110e - 112e | Élu en 2006. Réélu en 2008. Réélu en 2010. Redécoupage vers le 9e district.                                                | |
| George Miller (en)           | Démocrate   | 3 janvier 2013 - 3 janvier 2015   | 113e        | Redécoupage depuis le 7e district et réélu en 2012. Retrait.                                                               | 2013–2023 Majorité de Contra Costa                                                                                       |
| Mark DeSaulnier              | Démocrate   | 3 janvier 2015 - 3 janvier 2023   | 114e - 117e | Élu en 2014. Réélu en 2016. Réélu en 2018. Réélu en 2020. Redécoupage vers le 10e district.                                | 2013–2023 Majorité de Contra Costa                                                                                       |
| Nancy Pelosi                 | Démocrate   | 3 janvier 2023 - Présent          | 118e - 119e | Redécoupage depuis le 12e district et réélue en 2022. Réélue en 2024.                                                      | 2023–Présent Majorité de San Francisco                                                                                   |

## Résultats des récentes élections
Voici les résultats des dix précédents cycles électoraux dans le district.

### 2004
| Élection de 2004 du 11e district congressionnel de Californie | Élection de 2004 du 11e district congressionnel de Californie | Élection de 2004 du 11e district congressionnel de Californie | Élection de 2004 du 11e district congressionnel de Californie | Élection de 2004 du 11e district congressionnel de Californie |
| ------------------------------------------------------------- | ------------------------------------------------------------- | ------------------------------------------------------------- | ------------------------------------------------------------- | ------------------------------------------------------------- |
| Parti                                                         | Parti                                                         | Candidat                                                      | Votes                                                         | %                                                             |
|                                                               | Républicain                                                   | Richard Pombo (en) (sortant)                                  | 163 582                                                       | 61,3                                                          |
|                                                               | Démocrate                                                     | Jerry McNerney                                                | 103 587                                                       | 38,7                                                          |
| Total des votes                                               | Total des votes                                               | Total des votes                                               | 267 169                                                       | 100 %                                                         |
|                                                               | Les Républicains conservent                                   |                                                               |                                                               |                                                               |

### 2006
| Élection de 2006 du 11e district congressionnel de Californie | Élection de 2006 du 11e district congressionnel de Californie | Élection de 2006 du 11e district congressionnel de Californie | Élection de 2006 du 11e district congressionnel de Californie | Élection de 2006 du 11e district congressionnel de Californie |
| ------------------------------------------------------------- | ------------------------------------------------------------- | ------------------------------------------------------------- | ------------------------------------------------------------- | ------------------------------------------------------------- |
| Parti                                                         | Parti                                                         | Candidat                                                      | Votes                                                         | %                                                             |
|                                                               | Démocrate                                                     | Jerry McNerney                                                | 109 868                                                       | 53,3                                                          |
|                                                               | Républicain                                                   | Richard Pombo (en) (sortant)                                  | 96 396                                                        | 46,7                                                          |
| Total des votes                                               | Total des votes                                               | Total des votes                                               | 206 264                                                       | 100 %                                                         |
|                                                               | Les Démocrates prennent aux Républicains                      |                                                               |                                                               |                                                               |

### 2008
| Élection de 2008 du 11e district congressionnel de Californie | Élection de 2008 du 11e district congressionnel de Californie | Élection de 2008 du 11e district congressionnel de Californie | Élection de 2008 du 11e district congressionnel de Californie | Élection de 2008 du 11e district congressionnel de Californie |
| ------------------------------------------------------------- | ------------------------------------------------------------- | ------------------------------------------------------------- | ------------------------------------------------------------- | ------------------------------------------------------------- |
| Parti                                                         | Parti                                                         | Candidat                                                      | Votes                                                         | %                                                             |
|                                                               | Démocrate                                                     | Jerry McNerney (sortant)                                      | 164 500                                                       | 55,3                                                          |
|                                                               | Républicain                                                   | Dean Andal (en)                                               | 133 104                                                       | 44,7                                                          |
| Total des votes                                               | Total des votes                                               | Total des votes                                               | 297 616                                                       | 100 %                                                         |
|                                                               | Les Démocrates conservent                                     |                                                               |                                                               |                                                               |

### 2010
| Élection de 2010 du 11e district congressionnel de Californie | Élection de 2010 du 11e district congressionnel de Californie | Élection de 2010 du 11e district congressionnel de Californie | Élection de 2010 du 11e district congressionnel de Californie | Élection de 2010 du 11e district congressionnel de Californie |
| ------------------------------------------------------------- | ------------------------------------------------------------- | ------------------------------------------------------------- | ------------------------------------------------------------- | ------------------------------------------------------------- |
| Parti                                                         | Parti                                                         | Candidat                                                      | Votes                                                         | %                                                             |
|                                                               | Démocrate                                                     | Jerry McNerney (sortant)                                      | 115 361                                                       | 47,97                                                         |
|                                                               | Républicain                                                   | David Harmer                                                  | 112 703                                                       | 46,86                                                         |
|                                                               | American Independent                                          | David Christensen (en)                                        | 12 439                                                        | 5,17                                                          |
| Total des votes                                               | Total des votes                                               | Total des votes                                               | 240 503                                                       | 100 %                                                         |
|                                                               | Les Démocrates conservent                                     |                                                               |                                                               |                                                               |

### 2012
| Élection de 2012 du 11e district congressionnel de Californie | Élection de 2012 du 11e district congressionnel de Californie | Élection de 2012 du 11e district congressionnel de Californie | Élection de 2012 du 11e district congressionnel de Californie | Élection de 2012 du 11e district congressionnel de Californie |
| ------------------------------------------------------------- | ------------------------------------------------------------- | ------------------------------------------------------------- | ------------------------------------------------------------- | ------------------------------------------------------------- |
| Parti                                                         | Parti                                                         | Candidat                                                      | Votes                                                         | %                                                             |
|                                                               | Démocrate                                                     | George Miller (en) (sortant)                                  | 200 743                                                       | 69,7                                                          |
|                                                               | Républicain                                                   | Virginia Fuller                                               | 87 136                                                        | 30,3                                                          |
| Total des votes                                               | Total des votes                                               | Total des votes                                               | 287 879                                                       | 100 %                                                         |
|                                                               | Les Démocrates conservent                                     |                                                               |                                                               |                                                               |

### 2014
| Élection de 2014 du 11e district congressionnel de Californie | Élection de 2014 du 11e district congressionnel de Californie | Élection de 2014 du 11e district congressionnel de Californie | Élection de 2014 du 11e district congressionnel de Californie | Élection de 2014 du 11e district congressionnel de Californie |
| ------------------------------------------------------------- | ------------------------------------------------------------- | ------------------------------------------------------------- | ------------------------------------------------------------- | ------------------------------------------------------------- |
| Parti                                                         | Parti                                                         | Candidat                                                      | Votes                                                         | %                                                             |
|                                                               | Démocrate                                                     | Mark DeSaulnier                                               | 117 502                                                       | 67,0                                                          |
|                                                               | Républicain                                                   | Tue Phan                                                      | 57 160                                                        | 33,0                                                          |
| Total des votes                                               | Total des votes                                               | Total des votes                                               | 174 662                                                       | 100 %                                                         |
|                                                               | Les Démocrates conservent                                     |                                                               |                                                               |                                                               |

### 2016
| Élection de 2016 du 11e district congressionnel de Californie | Élection de 2016 du 11e district congressionnel de Californie | Élection de 2016 du 11e district congressionnel de Californie | Élection de 2016 du 11e district congressionnel de Californie | Élection de 2016 du 11e district congressionnel de Californie |
| ------------------------------------------------------------- | ------------------------------------------------------------- | ------------------------------------------------------------- | ------------------------------------------------------------- | ------------------------------------------------------------- |
| Parti                                                         | Parti                                                         | Candidat                                                      | Votes                                                         | %                                                             |
|                                                               | Démocrate                                                     | Mark DeSaulnier (sortant)                                     | 214 868                                                       | 72,0                                                          |
|                                                               | Républicain                                                   | Roger A. Petersen                                             | 83 341                                                        | 28,0                                                          |
| Total des votes                                               | Total des votes                                               | Total des votes                                               | 298 209                                                       | 100 %                                                         |
|                                                               | Les Démocrates conservent                                     |                                                               |                                                               |                                                               |

### 2018
| Élection de 2018 du 11e district congressionnel de Californie | Élection de 2018 du 11e district congressionnel de Californie | Élection de 2018 du 11e district congressionnel de Californie | Élection de 2018 du 11e district congressionnel de Californie | Élection de 2018 du 11e district congressionnel de Californie |
| ------------------------------------------------------------- | ------------------------------------------------------------- | ------------------------------------------------------------- | ------------------------------------------------------------- | ------------------------------------------------------------- |
| Parti                                                         | Parti                                                         | Candidat                                                      | Votes                                                         | %                                                             |
|                                                               | Démocrate                                                     | Mark DeSaulnier (sortant)                                     | 204 369                                                       | 74,0                                                          |
|                                                               | Républicain                                                   | John Fitzgerald                                               | 71 312                                                        | 25,0                                                          |
| Total des votes                                               | Total des votes                                               | Total des votes                                               | 275 681                                                       | 100 %                                                         |
|                                                               | Les Démocrates conservent                                     |                                                               |                                                               |                                                               |

### 2020
| Élection de 2020 du 11e district congressionnel de Californie | Élection de 2020 du 11e district congressionnel de Californie | Élection de 2020 du 11e district congressionnel de Californie | Élection de 2020 du 11e district congressionnel de Californie | Élection de 2020 du 11e district congressionnel de Californie |
| ------------------------------------------------------------- | ------------------------------------------------------------- | ------------------------------------------------------------- | ------------------------------------------------------------- | ------------------------------------------------------------- |
| Parti                                                         | Parti                                                         | Candidat                                                      | Votes                                                         | %                                                             |
|                                                               | Démocrate                                                     | Mark DeSaulnier (sortant)                                     | 271 063                                                       | 73,0                                                          |
|                                                               | Républicain                                                   | Nisha Sharma                                                  | 100 293                                                       | 27,0                                                          |
| Total des votes                                               | Total des votes                                               | Total des votes                                               | 371 356                                                       | 100 %                                                         |
|                                                               | Les Démocrates conservent                                     |                                                               |                                                               |                                                               |

### 2022
La Californie a tenu sa Primaire Jungle le 7 juin 2022, selon ce système de Primaire, tous les candidats sont sur le même bulletin de vote, et les deux arrivés en tête s'affronteront le jour de l'Élection Générale, à savoir le 8 novembre 2022.
| Primaire Jungle 2022 du 11e district congressionnel de Californie | Primaire Jungle 2022 du 11e district congressionnel de Californie | Primaire Jungle 2022 du 11e district congressionnel de Californie | Primaire Jungle 2022 du 11e district congressionnel de Californie | Primaire Jungle 2022 du 11e district congressionnel de Californie |
| ----------------------------------------------------------------- | ----------------------------------------------------------------- | ----------------------------------------------------------------- | ----------------------------------------------------------------- | ----------------------------------------------------------------- |
| Parti                                                             | Parti                                                             | Candidat                                                          | Votes                                                             | %                                                                 |
|                                                                   | Démocrate                                                         | Nancy Pelosi (sortante)                                           | 133 798                                                           | 71,7                                                              |
|                                                                   | Républicain                                                       | John Dennis                                                       | 20 024                                                            | 10,7                                                              |
|                                                                   | Démocrate                                                         | Shahid Buttar                                                     | 19 471                                                            | 10,4                                                              |
|                                                                   | Républicain                                                       | Eve Del Castello                                                  | 7 319                                                             | 3,9                                                               |
|                                                                   | Démocrate                                                         | Jeffrey Phillips                                                  | 3 595                                                             | 1,9                                                               |
|                                                                   | Démocrate                                                         | Bianca Von Krieg                                                  | 2 499                                                             | 1,3                                                               |

| Élection de 2022 du 11e district congressionnel de Californie | Élection de 2022 du 11e district congressionnel de Californie | Élection de 2022 du 11e district congressionnel de Californie | Élection de 2022 du 11e district congressionnel de Californie | Élection de 2022 du 11e district congressionnel de Californie |
| ------------------------------------------------------------- | ------------------------------------------------------------- | ------------------------------------------------------------- | ------------------------------------------------------------- | ------------------------------------------------------------- |
| Parti                                                         | Parti                                                         | Candidat                                                      | Votes                                                         | %                                                             |
|                                                               | Démocrate                                                     | Nancy Pelosi (sortante)                                       | 220 848                                                       | 84,0                                                          |
|                                                               | Républicain                                                   | John Dennis                                                   | 42 217                                                        | 16,0                                                          |
| Total des votes                                               | Total des votes                                               | Total des votes                                               | 263 065                                                       | 100 %                                                         |
|                                                               | Les Démocrates conservent                                     |                                                               |                                                               |                                                               |

### 2024
La Californie a tenu sa Primaire Jungle le 5 mars 2024, selon ce système de Primaire, tous les candidats sont sur le même bulletin de vote, et les deux arrivés en tête s'affronteront le jour de l'Élection Générale, à savoir le 5 novembre 2024.
| Primaire Jungle 2024 du 11e district congressionnel de Californie | Primaire Jungle 2024 du 11e district congressionnel de Californie | Primaire Jungle 2024 du 11e district congressionnel de Californie | Primaire Jungle 2024 du 11e district congressionnel de Californie | Primaire Jungle 2024 du 11e district congressionnel de Californie |
| ----------------------------------------------------------------- | ----------------------------------------------------------------- | ----------------------------------------------------------------- | ----------------------------------------------------------------- | ----------------------------------------------------------------- |
| Parti                                                             | Parti                                                             | Candidat                                                          | Votes                                                             | %                                                                 |
|                                                                   | Démocrate                                                         | Nancy Pelosi (sortante)                                           | 138 825                                                           | 73,3                                                              |
|                                                                   | Républicain                                                       | Bruce Lou                                                         | 16 285                                                            | 8,6                                                               |
|                                                                   | Démocrate                                                         | Marjorie Mikels                                                   | 8 363                                                             | 5,0                                                               |
|                                                                   | Démocrate                                                         | Bianca Von Krieg                                                  | 7 634                                                             | 4,0                                                               |
|                                                                   | Républicain                                                       | Jason Zeng                                                        | 6 607                                                             | 3,5                                                               |
|                                                                   | Démocrate                                                         | Jason Boyce                                                       | 4 325                                                             | 2,3                                                               |
|                                                                   | Républicain                                                       | Larry Nichelson                                                   | 3 482                                                             | 1,8                                                               |
|                                                                   | Républicain                                                       | Eve Del Castello                                                  | 2 751                                                             | 1,5                                                               |

| Élection de 2024 du 11e district congressionnel de Californie | Élection de 2024 du 11e district congressionnel de Californie | Élection de 2024 du 11e district congressionnel de Californie | Élection de 2024 du 11e district congressionnel de Californie | Élection de 2024 du 11e district congressionnel de Californie |
| ------------------------------------------------------------- | ------------------------------------------------------------- | ------------------------------------------------------------- | ------------------------------------------------------------- | ------------------------------------------------------------- |
| Parti                                                         | Parti                                                         | Candidat                                                      | Votes                                                         | %                                                             |
|                                                               | Démocrate                                                     | Nancy Pelosi (sortante)                                       | 274 796                                                       | 81,0                                                          |
|                                                               | Républicain                                                   | Bruce Lou                                                     | 64 315                                                        | 19,0                                                          |
| Total des votes                                               | Total des votes                                               | Total des votes                                               | 339 111                                                       | 100 %                                                         |
|                                                               | Les Démocrates conservent                                     |                                                               |                                                               |                                                               |